# Araules

Araules este o comună în departamentul Haute-Loire, Franța. În 2009 avea o populație de 616 de locuitori.